# 야쿠르트 홀
야쿠르트 홀(일본어: ヤクルトホール, 영어: Yakult Hall)은 도쿄도 미나토구 히가시신바시 1-1-19 에 위치한 일본의 다목적 홀이다.
주식회사 야쿠르트 혼샤가 운영하고 있었다. 현재는 공익재단법인 일본소방협회에 대여되어 닛쇼 홀로 운영하고 있다.

## 개요
1972년 야쿠르트 혼샤가 히가시신바시에 이전해 온 것과 동시에, 본사 빌딩(14층)내에 개설. 574명이 사용된다.
스테이지에서 하나미치(런웨이) 모양의 작은 스테이지가 객석에 돌출하고 있는 것이 특징이다.
주로 콘서트, 영화 오프닝 날, 극장, 강연, 토크쇼 등에 사용되고 있다. 또한 프로 야구단 도쿄 야쿠르트 스왈로스(야쿠르트 구단)와 관련된 행사(신인 선수단 입단 발표회, 구단 팬클럽 한정 페넌트레이스 출전식 등)에서도 매회 이용되고 있다.
그 밖에도 후지 TV 계열 프로그램의 공개 녹화가 행해지고 있다.
야쿠르트 혼샤가 2020년 봄에, 분산하고 있던 본사 기능을 집약하기 위해 미나토구 워터스 타케시바에 이전함에 따라 폐쇄되고 있다. 이후 일본소방회관의 재건축이 완료되는 2020년부터 2024년 5월 말까지, 공익재단법인 일본소방협회가 닛쇼 홀로서 운영하고 있다.

## 소재지
- 도쿄도 미나토구 히가시신바시 1-1-19 (구 야쿠르트 혼샤 빌딩)
  - JR 신바시역 하차, 도보 5분
  - 도에이 지하철 아사쿠사선 신바시역(1번 출구) 도보1분
  - 도쿄 메트로 긴자선 신바시역(2번 출구) 도보 3분

## 같이 보기
- 야쿠르트 혼샤